# Wayne (Virginia Occidentale)
Wayne è un comune degli Stati Uniti d'America, situato nello Stato della Virginia Occidentale, nella contea di Wayne, della quale è il capoluogo.

## Storia
Wayne è stato fondato nel 1842.